# Pachyiulus cassinensis
Pachyiulus cassinensis är en mångfotingart som beskrevs av Karl Wilhelm Verhoeff 1910. Pachyiulus cassinensis ingår i släktet Pachyiulus och familjen kejsardubbelfotingar. Inga underarter finns listade i Catalogue of Life.